# پولینی
پولینی (انگلیسی: Polini) شرکت موتورسیکلت‌سازی ایتالیایی است، که در سال ۱۹۴۰ تأسیس شد.